# Les 39 Marches (film, 1959)
Pour les articles homonymes, voir Les 39 Marches.
Pour plus de détails, voir Fiche technique et Distribution.
Les 39 Marches (The 39 Steps) est un film d'espionnage britannique réalisé par Ralph Thomas, sorti en 1959.

## Synopsis
Richard Hannay, de retour au Royaume-Uni sauve une nurse d'une tentative d'assassinat et découvre que son landau ne contenait qu'un révolver. En la retrouvant, il se trouve mêlé à une histoire d'espionnage. Il apprend qu'elle est une espionne travaillant pour l'Angleterre. Elle lui donne les informations dont elle dispose sur l'organisation ennemie appelée les "39 marches" qui veut voler les plans d'un missile britannique en lui enjoignant de contacter les autorités pendant qu'elle doit se rendre en Écosse suivre la piste de la tête de cette organisation. Elle lui indique seulement que le patron de cette organisation à un doigt en moins à sa main.
Pendant qu'il lui prépare du thé, elle est assassinée chez lui avec un de ses couteaux. Hannay, de peur de se faire accuser du crime, s'enfuit en Ecosse pour enquêter lui-même sur la fameuse organisation, poursuivi par la police et menacé par l'organisation.

## Fiche technique

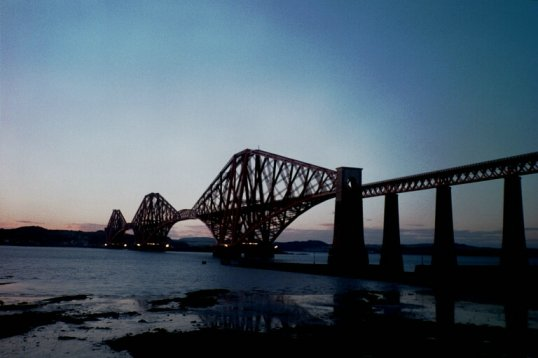
Pont du Forth, l'un des lieux de tournage du film

Source principale de la fiche technique :
- Titre : Les 39 Marches
- Titre original : The 39 Steps
- Réalisation : Ralph Thomas
- Scénario : Frank Harvey, adapté du roman de John Buchan
- Direction artistique : Maurice Carter
- Décors :
- Costumes : Yvonne Caffin
- Photographie : Ernest Steward
- Son : Gordon K. McCallum[2]
- Montage : Alfred Roome
- Musique : Clifton Parker
- Production : Betty E. Box
  - Production déléguée : Earl St. John
- Société de production : The Rank Organisation
- Distribution :
  - Royaume-Uni : The Rank Organisation
  - France : Elephant Films
  - États-Unis : Twentieth Century Fox Film Corporation
- Budget :
- Pays :  Royaume-Uni
- Format : Couleur (Eastmancolor) - Son : Monophonique (Westrex Recording System) - 1,66:1 - Format 35 mm
- Genre : Espionnage et thriller
- Durée : 93 minutes (95 minutes[3], 94 minutes[2])
- Dates de sortie :
  - Royaume-Uni : 13 mars 1959
  - France : 2 octobre 1959
  - États-Unis : 10 octobre 1960
- Affiche : Gilbert Allard (France)

## Distribution
Source principale de la distribution :
| - Kenneth More (VF : Bernard Noël) : Richard Hannay - Taina Elg (VF : Nadine Alari) : Fisher - Brenda De Banzie (VF : Lita Recio) : Nellie Lumsden - Barry Jones (VF : Raymond Rognoni) : Professeur Logan - Reginald Beckwith (VF : Camille Guérini) : Lumsden - Faith Brook (VF : Daniele Roy) : Nannie Richards - Michael Goodliffe (VF : Jacques Beauchey) : Brown - James Hayter : M. Memory - Duncan Lamont (VF : Jean Amadou) : Kennedy - Jameson Clark (en) (VF : Jean-Henri Chambois) : McDougal - Andrew Cruickshank (en) (VF : Paul Bonifas) : shérif - Leslie Dwyer (en) (VF : Pierre Leproux) : Milkman - Betty Henderson (VF : Marie Francey) : Mme McDougal - Joan Hickson (VF : Madeleine Barbulée) : Miss Dobson - Sid James (VF : Claude Bertrand) : Perce - Brian Oulton (en) : M Pringle - Michael Brennan : Inspecteur de police dans le train (non crédité) - John Richardson (VF : Jean Violette) : Policier - John Grieve (VF : Jacques Marin) : Lowrie |

## Autour du film
- Le film est un remake du film Les 39 Marches d'Alfred Hitchcock.